# Чалини (Тренто)
Чалини је насеље у Италији у округу Тренто, региону Трентино-Јужни Тирол.
Према процени из 2011. у насељу је живело 179 становника. Насеље се налази на надморској висини од 1040 м.